# Kreis Angerburg
Der Kreis Angerburg war ein preußischer Landkreis in Ostpreußen, der 1818 gegründet wurde und bis 1945 bestand. Er lag im Bereich der Masurischen Seenplatte in Masuren. Die Stadt Angerburg war die Kreisstadt des Kreises.

## Verwaltungsgeschichte

### Königreich Preußen
Der größte Teil des Gebiets des Kreises Angerburg gehörte seit der ostpreußischen Kreisreform von 1752 zum damaligen Kreis Seehesten, der die alten ostpreußischen Hauptämter Angerburg, Lötzen, Rhein und Seehesten sowie das Erbamt Neuhoff umfasste.
Im Rahmen der preußischen Verwaltungsreformen ergab sich mit der „Verordnung wegen verbesserter Einrichtung der Provinzialbehörden“ vom 30. April 1815 die Notwendigkeit einer umfassenden Kreisreform in ganz Ostpreußen, da sich die 1752 eingerichteten Kreise als unzweckmäßig und zu groß erwiesen hatten. Zum 1. September 1818 wurde im Regierungsbezirk Gumbinnen aus dem nördlichen Teil des Kreises Seehesten der neue Kreis Angerburg gebildet. Dieser umfasste die Kirchspiele Angerburg (Stadt und Land), Benkheim, Buddern, Engelstein, Possessern (Großgarten) (seit 1887), Kruglanken, Kutten, Olschöwen (Kanitz) (seit 1897) und Rosengarten (mit Filiale Doben). Das Landratsamt war in Angerburg.
Seit dem 3. Dezember 1829 gehörte der Kreis – nach dem Zusammenschluss der Provinzen Preußen und Westpreußen – zur neuen Provinz Preußen mit dem Sitz in Königsberg i. Pr.

### Norddeutscher Bund und Deutsches Reich
Seit dem 1. Juli 1867 gehörte die Provinz Preußen (und somit auch der Kreis Angerburg) zum Norddeutschen Bund und ab dem 1. Januar 1871 zum Deutschen Reich. Nach der Teilung der Provinz Preußen in die Provinzen Ostpreußen und Westpreußen wurde der Kreis Angerburg am 1. April 1878 Bestandteil Ostpreußens. Am 10. August 1876 wurden die Landgemeinden Alt Gurren und Neu Gurren und der Gutsbezirk Gurren aus dem Kreis Darkehmen in den Kreis Angerburg umgegliedert. Der Gutsbezirk Broszeitschen trat vom Kreis Angerburg zum Kreis Darkehmen. Zum 30. September 1928 fand im Kreis Angerburg entsprechend der Entwicklung im übrigen Freistaat Preußen eine Gebietsreform statt, bei der alle Gutsbezirke bis auf zwei aufgelöst und benachbarten Landgemeinden zugeteilt wurden. Zum selben Zeitpunkt wurde der Gutsbezirk Serwillen aus dem Kreis Rastenburg in den Kreis Angerburg eingegliedert.
Gegen Ende des Zweiten Weltkriegs wurde das Kreisgebiet im Januar 1945 durch die Rote Armee besetzt. Im Sommer 1945 wurde das Kreisgebiet von der sowjetischen Besatzungsmacht gemäß dem Potsdamer Abkommen unter polnische Verwaltung gestellt. Soweit die deutsche Bevölkerung nicht geflohen war, wurde sie in der Folgezeit größtenteils aus dem Kreisgebiet vertrieben.
Die Patenschaft für den ehemaligen Kreis Angerburg übernahm nach dem Zweiten Weltkrieg der Landkreis Rotenburg (Wümme).

## Einwohnerentwicklung
| Jahr | Einwohner | Quelle |
| ---- | --------- | ------ |
| 1818 | 21.172    | [ 3 ]  |
| 1846 | 31.630    | [ 4 ]  |
| 1871 | 38.512    | [ 5 ]  |
| 1890 | 35.951    | [ 6 ]  |
| 1900 | 34.843    | [ 6 ]  |
| 1910 | 35.635    | [ 6 ]  |
| 1925 | 38.526    | [ 6 ]  |
| 1933 | 39.745    | [ 6 ]  |
| 1939 | 41.527    | [ 6 ]  |

## Politik

### Landräte
| 1818–184800von Köller 1848–186100Hermann Schmidt 1861–186700Julius Feige 1867–186900Ludwig von Staudy 1869–187500Gustav von Salmuth 1875–188300Franz Köhn von Jaski 1883–189200Ernst von Kannewurff 1892–190400Karl Beeckmann | 1904–191500Wilhelm Heyl 1915–192000Kurt Wiechert 1920–192800Otto Streicher 1928–193000Wilhelm Ellinghaus 1930–193300Franz Rudnitzki 1933–193700Otto Braun 1937–193900Clemens Roßbach 1939–194500Adolf Westphalen |

### Wahlen
Im Deutschen Kaiserreich bildete der Kreis Angerburg zusammen mit dem Kreis Lötzen den Reichstagswahlkreis Gumbinnen 5.

### Kommunalverfassung
Der Kreis Angerburg gliederte sich in die Stadt Angerburg, in Landgemeinden und – bis zu deren nahezu vollständigem Wegfall – in Gutsbezirke. Mit Einführung des preußischen Gemeindeverfassungsgesetzes vom 15. Dezember 1933 gab es ab dem 1. Januar 1934 eine einheitliche Kommunalverfassung für alle Gemeinden. Mit der Einführung der Deutschen Gemeindeordnung vom 30. Januar 1935 trat zum 1. April 1935 die im Deutschen Reich gültige Kommunalverfassung in Kraft, wonach die bisherigen Landgemeinden nun als Gemeinden bezeichnet wurden. Diese waren in Amtsbezirken zusammengefasst. Eine neue Kreisverfassung wurde nicht mehr geschaffen; es galt weiterhin die Kreisordnung für die Provinzen Ost- und Westpreußen, Brandenburg, Pommern, Schlesien und Sachsen vom 19. März 1881.

## Verwaltungsgliederung 1945
Der Kreis Angerburg setzte sich am 1. Januar 1945 aus 71 Gemeinden, darunter die Stadt Angerburg sowie drei Gutsbezirken zusammen:
| Amtsbezirke & Gemeinden                                                             | Bevölkerung (1939) | Bemerkung                                                               |
| Stadt Angerburg                                                                     |                    |                                                                         |
| 1. Angerburg, Stadt                                                                 | 10.922             |                                                                         |
| Amtsbezirk Albrechtswiesen (bis 1938 Popiollen)                                     |                    |                                                                         |
| 1. Albrechtswiesen                                                                  | 494                | 16. Juli 1938 umbenannt, früher Popiollen                               |
| 2. Birkenhöhe (Ostpr.)                                                              | 241                | 16. Juli 1938 umbenannt, früher Brosowken                               |
| 3. Lindenwiese                                                                      | 256                | 1923 umbenannt, früher Klein Pillacken                                  |
| 4. Sonnheim                                                                         | 315                | 1927 umbenannt, früher Krzywinsken                                      |
| Amtsbezirk Benkheim                                                                 |                    |                                                                         |
| 1. Benkheim                                                                         | 1.970              |                                                                         |
| 2. Rochau (Ostpr.)                                                                  | 299                | 16. Juli 1938 umbenannt, früher Mitschullen                             |
| 3. Talheim                                                                          | 391                | 24. April 1904 umbenannt, früher Polnisch Dombrowken                    |
| 4. Wolken, Remonte Depot, gemeindefreier Gutsbezirk                                 | 54                 | 17. Juli 1940 umbenannt, früher Sperling, gemeindefreier Gutsbezirk     |
| Amtsbezirk Borken                                                                   |                    |                                                                         |
| 1. Borker Heide, Anteil Kr. Angerburg, Forst, gemeindefreier Gutsbezirk (teilweise) | 0                  |                                                                         |
| Amtsbezirk Borkenwalde (bis 1931 Regulowken)                                        |                    |                                                                         |
| 1. Borkenwalde                                                                      | 310                | 7. Juli 1930 umbenannt, früher Mosdzehnen                               |
| 2. Jorken                                                                           | 354                | 16. Juli 1938 umbenannt, früher Jorkowen                                |
| 3. Siewen                                                                           | 259                |                                                                         |
| Amtsbezirk Buddern                                                                  |                    |                                                                         |
| 1. Buddern                                                                          | 897                |                                                                         |
| 2. Gronden                                                                          | 367                |                                                                         |
| Amtsbezirk Doben                                                                    |                    |                                                                         |
| 1. Doben                                                                            | 227                | 8. Mai 1930 umbenannt, früher Kühnort                                   |
| Amtsbezirk Engelstein                                                               |                    |                                                                         |
| 1. Engelstein                                                                       | 592                |                                                                         |
| 2. Rehsau                                                                           | 334                |                                                                         |
| Amtsbezirk Groß Strengeln                                                           |                    |                                                                         |
| 1. Groß Strengeln                                                                   | 262                |                                                                         |
| 2. Schwenten                                                                        | 828                | 16. Juli 1938 umbenannt, früher Ogonken                                 |
| Amtsbezirk Großgarten (bis 1938 Possessern)                                         |                    |                                                                         |
| 1. Bergensee                                                                        | 431                | 23. September 1931 umbenannt, früher Pietzarken                         |
| 2. Großgarten                                                                       | 1.551              | 16. Juli 1938 umbenannt, früher Possessern                              |
| Amtsbezirk Guja                                                                     |                    |                                                                         |
| 1. Groß Guja                                                                        | 447                |                                                                         |
| 2. Raudensee                                                                        | 373                | 16. Juli 1938 umbenannt, früher Groß Wessolowen                         |
| 3. Wieskoppen                                                                       | 154                | 16. Juli 1938 umbenannt, früher Biedaschken                             |
| Amtsbezirk Haarschen (bis 1936 Haarßen)                                             |                    |                                                                         |
| 1. Haarschen                                                                        | 811                | 17. September 1936 umbenannt, früher Haarßen                            |
| Amtsbezirk Heidenberg (bis 1926 Grodzisko, bis 1938 Schloßberg)                     |                    |                                                                         |
| 1. Heidenberg                                                                       | 540                | 16. Juli 1938 umbenannt, früher Schloßberg, bis 23. März 1936 Grodzisko |
| 2. Steinwalde                                                                       | 363                | 14. Februar 1923 umbenannt, früher Groß Pillacken                       |
| Amtsbezirk Heydtwalde                                                               |                    |                                                                         |
| 1. Borker Heide, Anteil Kr. Angerburg, Forst, gemeindefreier Gutsbezirk (Rest)      | 0                  |                                                                         |
| Amtsbezirk Kanitz (bis 1938 Olschöwen)                                              |                    |                                                                         |
| 1. Gurren                                                                           | 402                |                                                                         |
| 2. Kanitz                                                                           | 509                | 16. Juli 1938 umbenannt, früher Olschöwen                               |
| 3. Wensen                                                                           | 240                | 16. Juli 1938 umbenannt, früher Wensowken                               |
| Amtsbezirk Kehlen                                                                   |                    |                                                                         |
| 1. Kehlen                                                                           | 777                |                                                                         |
| Amtsbezirk Kruglanken                                                               |                    |                                                                         |
| 1. Andreastal                                                                       | 456                | 16. Juli 1938 umbenannt, früher Willudden                               |
| 2. Kruglanken                                                                       | 1.222              |                                                                         |
| 3. Soldahnen                                                                        | 430                |                                                                         |
| Amtsbezirk Kutten                                                                   |                    |                                                                         |
| 1. Hochsee                                                                          | 193                | 16. Juli 1938 umbenannt, früher Zabinken                                |
| 2. Jakunen                                                                          | 749                | 16. Juli 1938 umbenannt, früher Jakunowken                              |
| 3. Kutten                                                                           | 413                |                                                                         |
| Amtsbezirk Lissen                                                                   |                    |                                                                         |
| 1. Herbsthausen                                                                     | 385                | bis 31. März 1938: Sawadden, Mitschkowken und Budzisken                 |
| 2. Kerschken                                                                        | 311                |                                                                         |
| 3. Lissen                                                                           | 749                |                                                                         |
| Amtsbezirk Paulswalde                                                               |                    |                                                                         |
| 1. Angertal                                                                         | 173                | 26. August 1929 umbenannt, früher Jakunowen                             |
| 2. Geroldswalde                                                                     | 215                | 16. Juli 1938 umbenannt, früher Wilkowen                                |
| 3. Paulswalde                                                                       | 425                |                                                                         |
| 4. Stullichen                                                                       | 175                |                                                                         |
| Amtsbezirk Perlswalde (bis 1939: Amtsbezirk Brosowen)                               |                    |                                                                         |
| 1. Hartenstein (Ostpr.)                                                             | 412                |                                                                         |
| 2. Perlswalde                                                                       | 325                |                                                                         |
| Amtsbezirk Rosengarten                                                              |                    |                                                                         |
| 1. Langbrück                                                                        | 383                |                                                                         |
| 2. Masehnen                                                                         | 374                |                                                                         |
| 3. Rosengarten                                                                      | 1.139              |                                                                         |
| Amtsbezirk Salpen (bis 1938 Sobiechen)                                              |                    |                                                                         |
| 1. Salpen                                                                           | 537                | 16. Juli 1938 umbenannt, früher Sobiechen                               |
| 2. Treugenfließ                                                                     | 138                | 16. Juli 1938 umbenannt, früher Pietrellen                              |
| Amtsbezirk Seehausen                                                                |                    |                                                                         |
| 1. Knobbenort                                                                       | 193                |                                                                         |
| 2. Seehausen                                                                        | 450                | 21. Januar 1927 umbenannt, früher Jesziorowsken                         |
| Amtsbezirk Siewken                                                                  |                    |                                                                         |
| 1. Siewken                                                                          | 401                |                                                                         |
| Amtsbezirk Soltmahnen                                                               |                    |                                                                         |
| 1. Neu Freudenthal                                                                  | 284                |                                                                         |
| 2. Soltmahnen                                                                       | 517                |                                                                         |
| Amtsbezirk Steinort                                                                 |                    |                                                                         |
| 1. Paßdorf                                                                          | 377                | 16. Juli 1938 umbenannt, früher Pristanien                              |
| 2. Steinort                                                                         | 629                |                                                                         |
| 3. Taberlack                                                                        | 255                |                                                                         |
| Amtsbezirk Sunkeln                                                                  |                    |                                                                         |
| 1. Altheide, Anteil Kreis Angerburg, Forst, gemeindefreier Gutsbezirk               | 0                  | 16. Juli 1938 umbenannt, früher Skallischen                             |
| 2. Groß Budschen                                                                    | 436                |                                                                         |
| 3. Sunkeln                                                                          | 175                |                                                                         |
| Amtsbezirk Surminnen                                                                |                    |                                                                         |
| 1. Kulsen                                                                           | 330                |                                                                         |
| 2. Ostau                                                                            | 229                | 16. Juli 1938 umbenannt, früher Sapallen                                |
| 3. Surminnen                                                                        | 455                |                                                                         |
| Amtsbezirk Thiergarten (bis 1938 Prinowen)                                          |                    |                                                                         |
| 1. Primsdorf                                                                        | 401                | 16. Juli 1938 umbenannt, früher Prinowen                                |
| 2. Thiergarten                                                                      | 635                |                                                                         |
| Amtsbezirk Wenzken                                                                  |                    |                                                                         |
| 1. Dowiaten                                                                         | 205                |                                                                         |
| 2. Wenzken                                                                          | 510                |                                                                         |
| Amtsbezirk Wiesental                                                                |                    |                                                                         |
| 1. Gembalken                                                                        | 139                |                                                                         |
| 2. Klein Strengeln                                                                  | 345                |                                                                         |
| 3. Kleinkutten                                                                      | 231                | 16. Juli 1938 umbenannt, früher Przytullen                              |
| 4. Wiesental                                                                        | 364                | bis 1907 Przerwanken                                                    |

Eingemeindungen bis 1945
| - Alt Gurren, am 28. April 1927 zu Gurren - Alt Perlswalde, am 1. April 1938 zu Perlswalde - Budzisken, am 1. April 1938 zu Herbsthausen - Gassöwen, am 1. April 1938 zu Schloßberg - Grieslack, am 30. September 1928 zu Masehnen - Grondischken, am 30. September 1928 zu Gronden - Janellen, am 17. Oktober 1928 zu Benkheim | - Mitschkowken, am 1. April 1938 zu Herbsthausen - Neu Guja, am 28. Dezember 1910 zum Gutsbezirk Klein Guja - Neu Gurren, am 28. April 1927 zu Gurren - Neu Perlswalde, am 1. April 1938 zu Perlswalde - Roggen, am 30. September 1928 zu Haarßen - Sawadden, am 1. April 1938 zu Herbsthausen - Ziemianen, am 30. September 1928 zu Kulsen |

## Ortsnamen
Am 3. Juni 1938 – mit amtlicher Bestätigung vom 16. Juli 1938 – erließ der Gauleiter und Oberpräsident Ostpreußens Erich Koch auch im Kreis Angerburg einige Umbenennungen von Ortsnamen.
- Biedaschken: Wieskoppen
- Brosowen: Hartenstein (Ostpr.)
- Brosowken: Birkenhöhe (Ostpr.)
- Brosowkenberg: Birkenstein
- Grodzisko (ab 1925:) Schloßberg
- Groß Pillacken (ab 1923:) Steinwalde
- Groß Sackautschen: Großsackau
- Groß Wessolowen: Raudensee
- Haarszen (ab 1936:) Haarschen
- Jakunowen (ab 1929:) Angertal
- Jakunowken: Jakunen
- Jesziorowsken (ab 1927:) Seehausen
- Jorkowen: Jorken
- Jurgutschen: Jürgenshof
- Klein Dombrowken: Dammfelde
- Klein Pillacken (ab 1923:) Lindenwiese
- Klein Sawadden: Buttenhof
- Krzywinsken (ab 1927:) Sonnheim
- Kühnort (ab 1930:) Doben
- Mitschullen: Rochau (Ostpr.)
- Mosdzehnen (ab 1930:) Borkenwalde
- Neu Haarszen (ab 1936:) Neu Haarschen
- Ogonken: Schwenten
- Olschöwen: Kanitz
- Pietrellen: Treugenfließ
- Pietzarken (ab 1931:) Bergensee
- Polnisch Dombrowken (ab 1904:) Talheim
- Popiollen: Albrechtswiesen
- Possessern: Großgarten
- Prinowen: Primsdorf
- Pristanien: Paßdorf
- Przerwanken (ab 1907:) Wiesenthal
- Przytullen: Kleinkutten
- Sapallen: Ostau
- Sawadden: Herbsthausen A
- Schloßberg (bis 1925: Grodzisko): Heidenberg
- Schupowen: Schuppau
- Sobiechen: Salpen
- Stawken: Staken
- Stawisken: Teichen
- Walisko: Waldsee
- Wensowken: Wensen
- Wilkowen: Geroldswalde
- Willudden: Andreastal
- Zabinken: Hochsee